# Паськов
Паськов (укр. Паськів) — село в Корсунь-Шевченковском районе Черкасской области Украины.
Население по переписи 2001 года составляло 5 человек. Почтовый индекс — 19421. Телефонный код — 4735.

## Местный совет
19421, Черкасская обл., Корсунь-Шевченковский р-н, с. Кирово